# 曾宪林
曾宪林，曾名鲁小林，四川安岳人，中华人民共和国政治人物。
1938年，父抵达延安，求学于延安自然科学院，随后在晋察冀军工局机械工作室学习从事军工研究。1950年，进入华北大学工学院学习。1951年，奔赴苏联莫斯科机床与工具学院学习，随后毕业供职于北京第三机床厂、大连机床厂。1978年进入机械工业部北京机床研究所、任机械工业部机床局副局长等职位。1985年，任国家科委常务副主任兼国家计划委员会副主任。1986年6月，中国科学技术协会第三次全国代表大会在北京召开，选举产生第三届全国委员会。6月28日，第三届全国委员会第一次会议召开，推举其担任常务委员。1987年4月任中华人民共和国轻工业部部长。1993年进入全国人大，任第八届全国人大常委会委员、财经委员会副主任委员。1998年3月，第九届全国人大第一次会议上，他当选为全国人民代表大会常务委员会委员。